# Eugeniusz Kamiński (aktor)

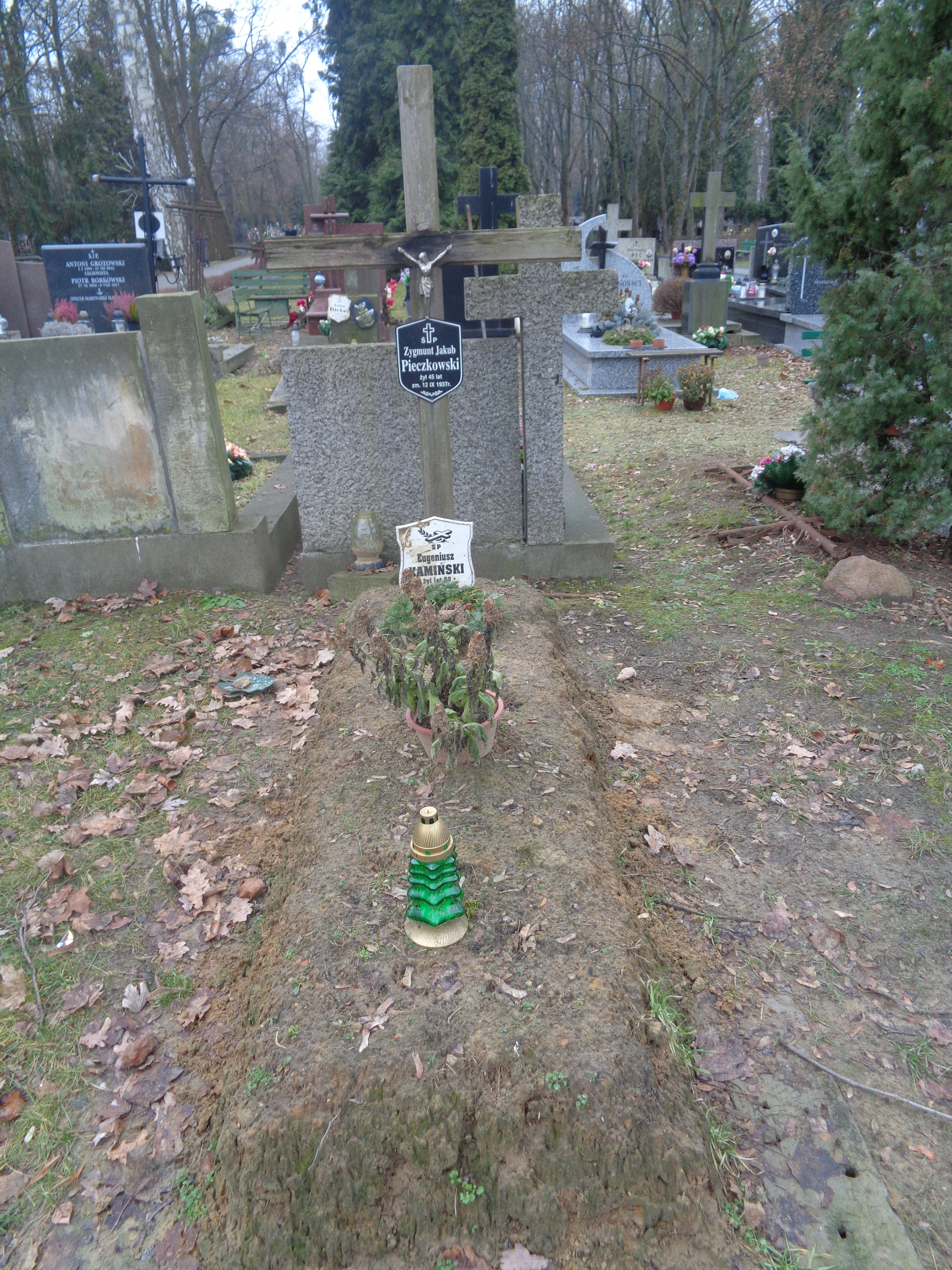
Grób Eugeniusza Kamińskiego na Cmentarzu Wojskowym na Powazkach

Eugeniusz Kamiński (ur. 8 listopada 1931 w Bydgoszczy, zm. 12 października 2018 w Warszawie) – polski aktor teatralny i filmowy.

## Życiorys
W roku 1956 ukończył PWST w Łodzi. Zadebiutował  3 lutego 1956 roku w łódzkim Teatrze Powszechnym rolą Donalda Ducka w sztuce „Faryzeusze i grzesznik” Jerzego Pomianowskiego i Małgorzaty Wolin w reżyserii Marii Kaniewskiej-Forbert. Miał na koncie blisko 150 ról filmowych i telewizyjnych. Grał na deskach teatrów w Łodzi, Poznaniu, Krakowie i Warszawie. Występował w spektaklach Teatru Telewizji oraz słuchowiskach Teatru Polskiego Radia.
W roku 1965, otrzymał Odznakę Honorową miasta Łodzi.
Zmarł 12 października 2018 roku w Warszawie. Został pochowany 18 października 2018 roku na Cmentarzu Wojskowym na Powązkach, kwatera B 5-7-68.

## Teatr
- Teatr Nowy w Łodzi: 1956–1959
- Teatr Dramatyczny w Poznaniu: 1960–1961
- Teatr Słowackiego w Krakowie: 1961–1962
- Teatr Nowy w Łodzi: 1962–1968
- Teatr Powszechny w Łodzi: 1968–1970
- Teatr Klasyczny w Warszawie: 1971–1972
- Teatr Studio w Warszawie: 1972–1979
- Teatr na Woli: 1979–1986
- Teatr Narodowy w Warszawie: 1986–1990
- Teatr Polski w Warszawie: 1990–1999

## Filmografia
- 2003: Tygrysy Europy 2 (serial) – dziadek Elżbiety Nowakowej
- 2000: Sukces (serial) – Gilski, dyrektor "Penelopy"
- 1995: Sukces... (serial) – generał na balu sylwestrowym
- 1992: Szwadron – generał
- 1992: 1968. Szczęśliwego Nowego Roku – generał Łabuz
- 1991–1992: Kuchnia polska (serial) – generał Władysław Łabuz
- 1989: Odbicia (serial) – marynarz Roman, kolega ojca Małgosi
- 1988–1991: Pogranicze w ogniu (serial) – pułkownik Tarełko, zwierzchnik Czarka
- 1988: Pole niczyje (serial) – Krzemek
- 1988: Królewskie sny (serial) – Korybut, brat Jagiełły i Witolda
- 1988: Biesy – robotnik
- 1987: Wielki Wóz – strażnik
- 1987: Śmieciarz (serial) – oficer (odc. 1)
- 1985: Zamach stanu (serial) – urzędnik Kawecki
- 1985: Temida (serial) – komisarz Anczewski referujący na sali sądowej wyniki śledztwa
- 1985: Przyłbice i kaptury (serial) – brat Lasota, pomocnik Vogelwedera
- 1985: Na wolność – Henryk Wituski
- 1982: Matka Królów – taksówkarz Zbyszek
- 1982: Popielec (serial) – Hanke
- 1981: Najdłuższa wojna nowoczesnej Europy (serial) – radca Tutelheim (odc. 7)
- 1981: Amnestia – robotnik, delegat załogi
- 1980: Zamach stanu – urzędnik Kawecki
- 1980: Urodziny młodego warszawiaka – major, powstańczy dowódca Jerzego
- 1980: Sherlock Holmes i doktor Watson (serial) – mężczyzna pilnujący Monteronów, nie został wymieniony w czołówce
- 1980: Krab i Joanna – Tracz
- 1980: Grzechy dzieciństwa – nauczyciel języka niemieckiego
- 1980: Dzień Wisły – partyzant
- 1980: Dom (serial) – członek Komisji do Ścigania Zbrodni Niemieckich w Polsce
- 1979: Tajemnica Enigmy (serial) – Wiegang, major Abwehry
- 1979: Sekret Enigmy – Wiegand, major Abwehry
- 1979: Do krwi ostatniej (serial) – oficer I Dywizji
- 1978: Dux Polonorum - Niemcza 1017 Rok
- 1978: Do krwi ostatniej... – oficer I Dywizji
- 1977: Znak orła (serial) – rycerz krzyżacki
- 1977: Raszyn. 1809 – generał Sokolnicki
- 1976: Polskie drogi (serial) – mężczyzna w celi Pawiaka
- 1976: Krótkie życie – Emir
- 1974: Zaczarowane podwórko – flisak
- 1974: Urodziny Matyldy – Okoń
- 1972: Dama Pikowa – gracz w klubie oficerskim
- 1970: Raj na ziemi – sierżant Bobrowski
- 1970: Południk zero – Flamand
- 1969: Stawka większa niż życie (serial) – Sturbanfuhrer Meissner (odc. 4)
- 1969: Rzeczpospolita babska – członek komitetu powitalnego
- 1969: Przygody pana Michała (serial) – członek rady wojennej w Kamieńcu
- 1969: Jak rozpętałem drugą wojnę światową – gestapowiec "Uśmiechnięty Alfred"
- 1969: Czterej pancerni i pies (serial) – niemiecki spadochroniarz (odc. 10)
- 1968: Otello z M-2 – kochanek Chrupkowej
- 1967: Westerplatte – żołnierz
- 1965: Śmierć w środkowym pokoju – żandarm
- 1964: Gdzie jest generał... – SS-mann
- 1960: Krzyżacy – kapitan łuczników, nie został wymieniony w czołówce
- 1958: Żołnierz królowej Madagaskaru – gość, nie został wymieniony w czołówce
- 1958: Wolne miasto – polski listonosz, nie został wymieniony w czołówce
- 1958: Orzeł – oficer inspekcyjny, nie został wymieniony w czołówce
- 1957: Prawdziwy koniec wielkiej wojny – SS-man, nie został wymieniony w czołówce
- 1957: Ewa chce spać – złodziej Genio "Wytrych"
- 1955: Podhale w ogniu – żołnierz wiozący Napierskiego na egzekucję, nie został wymieniony w czołówce

### Polski dubbing
- 1976: Ja, Klaudiusz jako Rzeźbiarz
- 1976: Pszczółka Maja jako Turkuć Podjadek